# Залесье (Староконстантиновский район)
Залесье (укр. Залісся) — село в Староконстантиновском районе Хмельницкой области Украины.
Население по переписи 2001 года составляло 47 человек. Почтовый индекс — 31110. Телефонный код — 3854. Занимает площадь 0,173 км². Код КОАТУУ — 6824286705.

## Местный совет
31110, Хмельницкая обл., Староконстантиновский р-н, с. Пеньки